# Mala hidroelektrana Varaždin
Mala hidroelektrana Varaždin ili MHE Varaždin je mala hidroelektrana koja se nalazi u sklopu Hidroelektrane Varaždin na rijeci Dravi. MHE Varaždin ima jedan cijevni agregat snage 0,585 MW iz 1976. MHE Varaždin ima agregat biološkog minimuma, a to znači da koristi male protoke koje velika HE Varaždin ne može iskoristiti. Prosječna godišnja proizvodnja električne energije je 3,8 GWh.

## Hidroelektrana Varaždin
Hidroelektrana Varaždin je najstarija višenamjenska hidroelektrana Dravskog sliva u Hrvatskoj. To je najuzvodnija hidroelektrana koja koristi potencijal rijeke Drave za proizvodnju električne energije, povećava zaštitu od poplava, omogućuje gravitacijsko natapanje poljoprivrednih površina uz dovodni kanal, te omogućuje uvjete za razvoj športa i rekreacije. HE Varaždin je derivacijska hidroelektrana s umjetnim jezerom (akumulacijom) za dnevno uređenje dotoka. Ukupna instalirana snaga HE Varaždin je 94 MW (2 Kaplanove turbine snage 47 MW iz 1975.). Uz HE Varaždin se nalazi i MHE Varaždin (Mala hidroelektrana Varaždin) koja ima jedan cijevni agregat snage 0,58 MW iz 1976. Raspoloživi bruto konstruktivni pad vode je 21,9 metara. Ukupni instalirani volumni protok je 500 m3/s. Koristan obujam umjetnog jezera je 2,8 hm3. Srednja godišnja proizvodnja električne energije je 447 GWh, dok je masimalna proizvodnja bila 551,3 GWh (2009.). Normalni uspor umjetnog jezera je 191 metar nad morem.

## Slike
- Agregat (vodna turbina + generator) biološkog minimum na MHE Varaždin.
- MHE Varaždin koristi male protoke koje velika HE Varaždin ne može iskoristiti.